# Bobby (film 2002)
Bobby to tollywoodzki dramat miłosny wyreżyserowany w 2002 roku przez Sobhana z muzyką Mani Sharma. W rolach głównych Mahesh Babu, Arti Agarwal, Prakash Raj i Raghuvaran. To zrealizowana w języku telugu historia kochanków rozdzielanych wrogością rodzin. W filmie można zobaczyć cytaty scen z "Romeo i Julia" (z Leonardo DiCaprio). Bobby i Nana to Romeo i Julia z Hajdarabadu w Andhra Pradesh.

## Fabuła
Hajdarabad. Bobby (Mahesh Babu) spotyka Nanę (Aarti Agarwal) na dyskotece w dzień św. Walentego, w święto zakochanych. Reflektor wśród roztańczonych nastolatków wyławia przypadkowo twarz chłopca i dziewczyny, od których oczekuje się, że jeszcze przed chwilą obcy sobie, zatańczą razem na oczach wszystkich. Bobby tańczy z papierosem w ustach. Wyzywająco, zuchwale. Przyciąga uwagę Nany. Intryguje ją. Zaciekawiony szuka jej. I znajduje w domu wroga swojego ojca. Ze względu na nienawiść między rodzinami nie ma wstępu do domu Nany. Pojawia się  więc na przyjęciu w masce. Jego zuchwała miłość porywa Nanę, ale jej rodzina przeciwstawia się. Bobby długo nie daje się sprowokować zaczepkom brata Nany, ale gdy ten zabija jego przyjaciela, wybucha gniewem. Zabija go w bójce. Miasto ogarnia wojna. Na ulicach płoną opony. Dochodzi do strzelaniny. Rodziny zakochanych walczą ze sobą.

## Obsada
- Aarti Agarwal – Nana
- Mahesh Babu – Bobby
- Brahmanandam
- Krishna Murali Posaani
- Raghuvaran – K.R.
- Prakash Raj – Yadagiri, ojciec

## Motywy kina indyjskiego
- Motyw miłości wbrew nienawiści rodzin, z których pochodzą młodzi pojawia się też w Zamaana Deewana, Hungama, Qayamat Se Qayamat Tak, Aaja Nachle. W Indiach Romeo i Julii z naszej kultury odpowiadają postacie Lajli i Madżnuna.